# ネギダール
ネギダール （ロシア語: Негидальцы、英語: Negidals）は、ツングース系民族の一つで、主にロシア国内の極東連邦管区のアムグン川・アムール川沿岸に居住する。「ネギダル」とも表記されるほか、「アムグニ・ツングース」という名称もある。
ツングース諸語の中でもエヴェンキ語に近いネギダール語という言語を持つ。2002年全ロシア国勢調査によると、ロシア国内に567人が暮らし、そのうち147人がネギダール語を話している。
近年は、一部にロシア人との混血が進んでいる。

## 概要

2010年のロシア国勢調査によるネギダール居住の集落

かつてはアムール川の河口地域と左岸支流のアムグン川流域に広く住んでいた。1989年には約500人ほどで、アムグン川でサケ・マス猟を中心とした漁撈生活を送る。
自分たちを「土地の人」という意味の、エルカン・ヴェイェニン（Elk’an beyenin）、エレケム・ヴェイェ（Elekem beye）と呼ぶ。ネギダールという呼称は、エヴェンキ語のngegida（nge=山の麓、海岸、gida=側）からきた。エヴェンキ族は、この呼び名をネギダール族だけではなく、ナーナイ族やウリチ族に対しても使った。

## 歴史
ネギダール族の起源は、ニヴフ（ギリヤーク）族やナーナイ族、ウリチ族と混血したエヴェンキ族と考えられる。ネギダールの、ロシアにおける人口推移は以下のとおり。

## 生活
19世紀にアムール川流域とサハリンで最初の学術調査を行ったL.シュレンクは、漁撈に携わるニヴフ族が、夏は魚の集まる海や川のそばに暮らし、冬は悪天候を避けられる地に移動すると述べている。夏と冬と分けて住むとはいえ、どちらも定住地である。このように夏冬で住処を変える生活は、ネギダール族をはじめ、ウリチ族、オロチ族、ナーナイ族にもみられ、樺太アイヌ（サハリンのアイヌ）も行っている。

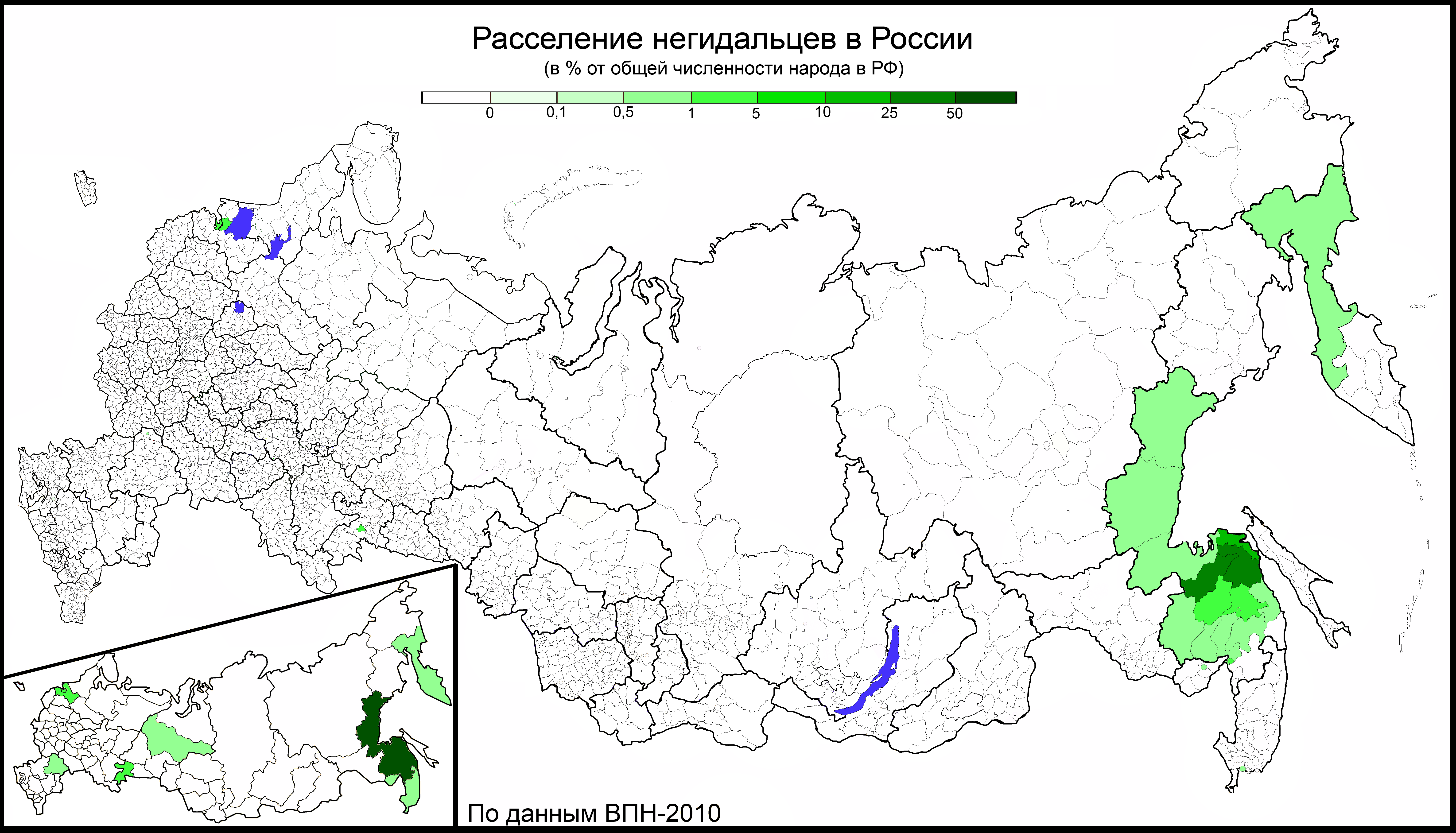
ネギダール族の居住域（2010年コンサスより）